# Ricardo Bisignani
Ricardo Bisignani (nacido el 4 de mayo de 1940 en Buenos Aires, Argentina) Médico argentino especializado en cirugía general, torácica, vascular, de emergencias y en medicina holística. Educador para la salud, conferencista,  guía de meditación y terapeuta regresivo.

## Biografía
Nació en el barrio de Villa Urquiza de la Ciudad de Buenos Aires.  Allí se crio y educó junto a Elena Otranto y José Constantino, sus padres, quienes formaron una familia de tres hijos con precisión matemática: un hermano 5 años mayor y una hermana 5 años menor. Ya  desde la escuela de educación primaria "Juana Manuela Gorriti" y con 10 años de edad se perfila su despertar vocacional cuando responde a la clásica pregunta "¿Qué vas a ser cuando seas grande?" " ¡Médico y...cirujano!", decisión expresada con tal énfasis y seguridad que Luis Mosca, su maestro de 5° grado, supo estimular y acompañar. Egresado del Colegio Nacional N° 12 "Reconquista" como bachiller, en 1957 ingresa a la Facultad de Medicina de la Universidad de Buenos Aires . Se recibe de médico en 1963 a los 23 años de edad.

## Carrera médica asistencial y docente
En 1964 comienza su carrera médica hospitalaria en el Servicio de Cirugía General y en el Departamento de Emergencias del Hospital Torcuato de Alvear. Por aquel entonces presenciaba y en ocasiones ayudaba en cirugías que realizaban grandes maestros como los Dres. Mario Brea, Juan R. Michans, Francisco Nocito, Pedro M. Ciesco, Adolfo César Reyes Walker. 
Años más tarde  integra el sector de Cirugía Torácica y Cardiovascular y  llega a cumplir funciones de Jefe de Unidad de Guardia  integrando el Equipo de Emergentología en esa especialidad. Época en que el Hospital Alvear fuera designado como uno de los 5 Centros de Catástrofes de la Ciudad de Buenos Aires. Como referente de derivación recibía pacientes de todo el país ya que el equipo contaba con todas las especialidades necesarias en la emergencia. Este hecho hizo que en apenas 36 meses de funcionamiento se atendieran 1000 politraumatizados graves por accidentes. Motivo de la realización de un trabajo científico, presentado y publicado en congresos nacionales e internacionales. Trabajo distinguido y premiado por su aporte al tema.
Fue miembro de quince sociedades científicas nacionales, desempeñándose en  diversos cargos en sus mesas directivas.
Ha publicado más de cien trabajos de su especialidad. Participó activamente en congresos nacionales y del extranjero, en muchos de ellos como panelista, coordinador o presidente de mesas. 
Miembro Correspondiente Extranjero de la Sociedad Paraguaya de Cirugía el 17-9-74 y del Colegio Brasileiro de Cirurgioes el 28-6-77, con reconocimientos en Uruguay, Colombia y USA.
Perteneció al plantel quirúrgico del Policlínico Bancario en el que llega a ser Subjefe de la División de Cirugía General y se retira con el cargo de Jefe de Departamento de Servicios Centrales.
Representante oficial de varias sociedades científicas del país y de los ministerios de Salud Pública de la Ciudad de Buenos Aires y de la Nación en visitas a centros quirúrgicos de Europa y América.  Fue invitado  por el Colegio Colombiano de  Médicos de Urgencias para dictar conferencias en la ciudad de Medellín, Colombia; además de participar activamente en intervenciones quirúrgicas y seguimiento de pacientes en el Hospital San Vicente de Paul de la Universidad de Antioquía de Medellín. Asimismo fue invitado a realizar demostraciones teórico-prácticas en el Programa de Shock Trauma Med Star con participación en las actividades diarias en la Unidad de Cuidados Intensivos Quirúrgicos del Washington Hospital Center de la ciudad de Washington D. C.
Ha dictado conferencias internacionales por invitación, entre otras, en la Cátedra de Clínica Quirúrgica de la Facultad de Ciencias Médicas de Asunción del Paraguay; en el Hospital Central N° 1 de Lima y en el Regional N° 1 de Arequipa, ambos del Perú y por el Colegio Brasileiro de Cirurgioes en Río de Janeiro y en Santos, Brasil.
Durante 8 años fue encargado del Comité de Docencia e Investigación del Hospital Alvear.
Como docente de cirugía de la Facultad de Medicina de la UBA contribuyó a la formación de quienes luego fueron destacados profesionales.
Tanto alumnos de la facultad como  asistentes a sus conferencias y talleres siempre han resaltado su claridad en la transmisión de  conceptos.

Entre sus distinciones se destacan:
Diploma de Honor conferido por Ministerio de Salud del Perú.

Primer premio otorgado por la Fundación Judía Argentina para el fomento en el país de la Educación y la Salud.

Miembro de Honor de la Asociación Médica Argentina.

Culmina su carrera hospitalaria en el Hospital José M. Penna de la Ciudad de Buenos Aires en el que además de su actividad asistencial en el servicio de Cirugía General y en el Departamento de Emergencias como jefe, fue designado Subdirector e integró el Comité de Calidad.

Ha sido su filosofía de base, concepto primordial en dicho Comité  y que reflejó en una publicación.
Como Relator oficial  en el tema "Abordajes Tradicionales y no Tradicionales en Atención Primaria" contribuye a la aceptación por parte de la medicina occidental de la existencia de otras que en forma complementaria pueden contribuir al tratamiento y recuperación de la salud. Es así como es invitado a dar conferencias en hospitales y centros de salud públicos y privados sobre estos temas y otros tales como : Apoyo y acompañamiento de familiares y pacientes en su última etapa de vida, Medicina paliativa, Normatización para el ingreso de pacientes en cuidados intensivos, El holismo en medicina.

## Camino hacia su sensibilización espiritual
A comienzos de los 80, inmerso en una intensa actividad profesional, surge en él un nuevo despertar vocacional que amplía su educación humanística. Es así como adhiere a la gran transformación iniciada a nivel mundial en la década del 60 de despertar a una nueva cultura, empezando a sentir el potencial que todos poseen para ingresar en lo que se llamó el "nuevo paradigma".
Producto de una necesidad interior se anima a derribar sus viejas y rígidas estructuras y se dispone al cambio.  Así regresa a la etapa de música abandonada en su juventud. Estudia guitarra, canta en un coro  y escribe sobre temas no médicos para canalizar una expresión de su ser interior que pugna por salir. De esta manera toma conocimiento de la caracterización del pensamiento de ambos hemisferios cerebrales en la integración de lo espiritual a la ciencia y el arte a la tecnología.
Comienza a estudiar la combinación de la medicina occidental con la tradicional china como forma de acceso a una medicina con mayores posibilidades terapéuticas. Investiga acerca de la aplicación del Tai Chi Chuan (Meditación en Movimiento), el Chi Kung (Adiestramiento de la energía), el I Chuan (Fuerza del pensamiento-corazón) y  el Ta Mo MI Kung (Doctrina secreta de Bodhidharma) en el que se integra al Chi Kung el Kung Chi base del Reiki, la digitopuntura, los masajes sobre los meridianos y la meditación. Todas estas prácticas son expresiones suaves del Wu Shu (Arte marcial chino).
Discípulo del maestro Tung Kuo Tsao , logra experimentar en sí mismo aquello que transmite como instructor en distintas instituciones de todo el país. Emprende su viaje a China como observador activo de estas disciplinas orientadas a la preservación de la salud y a la prevención de distintas patologías.
Saber que plasma en  dos libros como coautor:
```
"Energía y Autocuración. Técnicas  Chinas para la Salud" 
[
10
]
```

```
"Energía Vital en Movimiento. Tai Chi Chuan, Gimnasia China para la Salud".
[
11
]
```

Mientras tanto, realiza cursos sobre Bioenergía y su aplicación terapéutica en Esalen, USA y en diversos centros de Europa y Brasil. Conocimientos que transmite en múltiples talleres de técnicas antiestrés para ejecutivos y para adolescentes.
En esta nueva etapa de su vida  fue director Profesional de la Fundación BACES (Buenos Aires Centro de Educación y Salud) y de la Fundación Equilibrium (Primera Escuela Antiestrés)
En sus diez viajes a la India y a otros países de Oriente busca profundizar aún más en su ser interior a través de diversos cursos:
Meditación Shamatha en el monasterio del budismo tibetano Tushita (Tushita Meditation Center) Mc Leod gang, Dharamsala, India
Meditación Vipassana en el monasterio budista de Moratuwa, Sri Lanka (ex Ceilán). 
Técnicas del Nei y del Wai Dan Kung en el monasterio del budismo tibetano de Kopan, Nepal.
Curso de masaje tailandés en el Centro de Medicina Tradicional del templo budista Wat Pho en Bangkok, Tailandia.
En esa línea, tiene el privilegio de conocer a destacadas personalidades espirituales.
En 1991 se compromete con la obra de Madre Teresa fundadora de la orden Misioneras de la Caridad. Es así que asiste a la actividad diaria que se realiza en el Orfanato de Calcuta Shishu Bhavan y en Kalighat en la Nirmal Hriday o Casa del Corazón Puro más conocida como Casa del Moribundo.
A comienzos de 1997 repite la visita y se  entrevista con la Hermana María Nirmala Joshi,  sucesora de Madre Teresa como Superiora General de las Misioneras de la Caridad.
En la Navidad de 1993 presencia la Misa de Gallo oficiada por el Santo Padre Juan Pablo II en la Basílica de San Pedro en el Vaticano. Unos días más tarde concreta una audiencia con Su Santidad el XIV dalái lama, Tenzin Gyatso en su residencia monasterio de Mac Leod Ganj, en Dharamsala, norte de India.
En junio del  2016 asiste a la Audiencia papal con el  papa Francisco.
Caminar la ruta del Camino de Santiago de Compostela Galicia, España es otra experiencia que marcará su vida.
Viajero incansable por el mundo y su propio país,  sus palabras al término de cada viaje son: "Regreso a mis raíces: Argentina, Buenos Aires, Villa Pueyrredón". Y al reencuentro con sus seres queridos:  sus tres hijos Marcelo, Fernando y Alejandra;  sus cuatro nietos Felipe, Renata, Violeta , Eva y sus hijas y nieto del corazón Romina, Ayelén y Maximiliano.

## En la actualidad

Charla de Medicina Holística en junio del 2019

Terapeuta regresivo. Sus últimas investigaciones y práctica clínica enfatizan en la toma de conciencia de aquellas emociones negativas que nos limitan e impiden desarrollarnos hacia una vida libre de sufrimientos con una apertura hacia la conexión con el verdadero ser.
Coordinador de grupos de reflexión, crecimiento y meditación; como así también de desarrollo del pensamiento lateral o manejo del hemisferio cerebral derecho para la generación de nuevas ideas y resolución de problemas.  
Fundador de "Voluntades que escuchan", organización sin fines de lucro que tiene como finalidad  ayudar a quien lo necesite acercando alimentos, ropa, útiles escolares, libros  pero por sobre todo "el oído dispuesto más a escuchar que a aconsejar"  ya sea a niños, adultos o ancianos; sanos o enfermos; personas en situación de calle. En su seno y con el fin de contribuir a la formación de "voluntades que  acompañan soledades" coordina junto a  Roxana Vulcano  -psicoeducadora, terapeuta regresiva y guía de meditación- talleres de autoconocimiento en los que comparte técnicas para generar aquellos cambios que permitan vivir de una manera más plena. También con ella dirigen grupos de acompañamiento terapéutico holístico para pacientes con enfermedades crónicas evolutivas, familiares y cuidadores.